# Pararge vernafusca
Pararge vernafusca är en fjärilsart som beskrevs av Ruggero Verity 1953. Pararge vernafusca ingår i släktet Pararge och familjen praktfjärilar. Inga underarter finns listade i Catalogue of Life.